# Xue (medicina tradizionale cinese)
Nella medicina cinese, al sangue (xue) sono attribuite proprietà non tanto corporee, quanto energetiche e funzionali, affini al Qi, cioè all'essenza vitale e spirituale che circola nell'organismo umano.
Vi è una stretta relazione tra Qi e sangue, un rapporto complementare sul modello di quello tra yin e yang.
In particolare, se «il Qi comanda il sangue», «il sangue è la madre del Qi». È la circolazione del Qi a consentire la circolazione del sangue, ed una sua carenza si ripercuote in una scarsa produzione di sangue. Lo xue, d'altra parte, costituisce il sostrato materiale del Qi.
I sintomi tipici di una mancanza di xue, di solito denominata «vacuità del sangue» (in pinyin xuě xū), sono descritti come carnagione pallida o avvizzita, vertigini, visione offuscata, palpitazioni, insonnia, intorpidimento delle estremità, lingua pallida, polso debole.